# (25831) 2000 DH111
2000 دي إتش 111 (ويعرف أيضًا باسم (25831) 2000 دي إتش 111 وفق تسمية الكوكب الصغير) (بالإنجليزية: 2000 DH111)‏ هو كويكب ضمن حزام الكويكبات؛ وترتيبه 25831 من حيث الاكتشاف.
اكتُشف هذا الجُرم الفلكي بواسطة بحث لنكولن عن الكويكبات القريبة من الأرض في 29 فبراير 2000.

## وصلات خارجية
- (25831) 2000 DH111 في قاعدة بيانات مختبر الدفع النفاث لأجرام النظام الشمسي الصغيرة

- الاكتشاف · مخطط المدار ·  العناصر المدارية · المعلمات المادية

- (25831) 2000 DH111 على موقع ويكي سكاي: DSS2, SDSS, GALEX, IRAS, Hydrogen α, X-Ray, Astrophoto, Sky Map, Articles and images